# Scaphytopius schuezi
Scaphytopius schuezi är en insektsart som beskrevs av Rauno E. Linnavuori och Heller 1961. Scaphytopius schuezi ingår i släktet Scaphytopius och familjen dvärgstritar. Inga underarter finns listade i Catalogue of Life.